# شعيب الحربي
شعيب إبراهيم عبد الله الحربي (مواليد 9 يونيو 1998، لاعب كرة قدم إماراتي يجيد اللعب في الوسط لعب سابقاً مع نادي الظفرة في دوري الخليج العربي الإماراتي.

## الحياة الشخصية
هو من عائلة رياضية فهو شقيق كل من اللاعبين سهيل الحربي وشهاب الحربي وإسماعيل الحربي ومنصور الحربي.